# 石原駅 (京都府)
石原駅（いさえき）は、京都府福知山市石原一丁目にある、西日本旅客鉄道（JR西日本）山陰本線の駅である。
時間帯によっては、綾部駅を経由して直通して来る舞鶴線の一部列車も利用可能である。

## 歴史
- 1904年（明治37年）11月3日：官設鉄道福知山駅 - 綾部駅 - 新舞鶴駅（現・東舞鶴駅）間開通時に開設[1]。即日阪鶴鉄道に貸与[1]、客貨取扱開始[1]。
- 1907年（明治40年）8月1日：阪鶴鉄道が国有化[1]、帝国鉄道庁に移管。
- 1909年（明治42年）10月12日：線路名称制定、阪鶴線所属となる。
- 1912年（明治45年）3月1日：線路名称改定。阪鶴線綾部駅 - 福知山駅間が山陰本線に編入され、当駅もその所属となる。
- 1971年（昭和46年）8月26日：貨物取扱廃止[1]。
- 1971年（昭和46年）12月1日：荷物扱い廃止[2]、無人駅化[3]。
- 1976年（昭和51年）4月14日：駅舎をモルタル塗りの壁、コロニアル風屋根に葺き替える等の改装工事を行い、跨線橋新設[4]。
- 1987年（昭和62年）4月1日：国鉄分割民営化に伴い、西日本旅客鉄道（JR西日本）の駅となる[1]。
- 1991年（平成3年）4月1日：舞鶴鉄道部発足に伴い、その管轄となる。
- 2006年（平成18年）7月1日：舞鶴鉄道部廃止に伴い福知山支社直轄に戻され、福知山駅の被管理駅となる。
- 2022年（令和4年）10月1日：組織改正に伴い、近畿統括本部福知山管理部管轄となる。

## 駅構造
島式ホーム1面2線を有する地上駅。分岐器や絶対信号機を持たないため、停留所に分類される。駅舎からホームへは跨線橋で連絡している。駅舎側ホームが2番のりばとなる。
福知山駅管理の無人駅。下り線南側に小さな駅舎があり、そこに自動券売機が設置されている。なお、当駅は2019年7月現在ICOCA等のICカード乗車券への対応予定は無い。
男女別トイレ・多目的トイレが改札内コンコースに設置されている。

### のりば
| のりば | 路線     | 方向 | 行先                   |
| ------ | -------- | ---- | ---------------------- |
| 1      | 山陰本線 | 上り | 綾部・西舞鶴・京都方面 |
| 2      | 山陰本線 | 下り | 福知山・豊岡方面       |

## 利用状況
2023年度の1日当たりの利用者数は826人。1日平均乗車人員は以下の通り。
| 年度   | 1日平均乗車人員 |
| ------ | --------------- |
| 1999年 | 362             |
| 2000年 | 367             |
| 2001年 | 384             |
| 2002年 | 414             |
| 2003年 | 356             |
| 2004年 | 362             |
| 2005年 | 351             |
| 2006年 | 351             |
| 2007年 | 348             |
| 2008年 | 345             |
| 2009年 | 359             |
| 2010年 | 392             |
| 2011年 | 429             |
| 2012年 | 468             |
| 2013年 | 507             |
| 2014年 | 501             |
| 2015年 | 508             |
| 2016年 | 491             |
| 2020年 | 431             |

## 駅周辺
- 長田野工業団地
- 福知山オフレールステーション
- 京都府道8号福知山綾部線
- 福知山温泉養老の湯
- 福知山石原郵便局
- 京都府立工業高等学校
- 福知山市立遷喬小学校

### バス路線
「石原」停留所から京都交通の路線が発着する。
- 京都交通 福知山線
  - 綾部駅前 行
  - 福知山駅前・市民病院 行

## 隣の駅
西日本旅客鉄道（JR西日本）
 山陰本線
高津駅 - 石原駅 - 福知山駅